# Cardiomya costellata
Cardiomya costellata är en havslevande musselart som först beskrevs av Gérard Paul Deshayes 1830.  Cardiomya costellata ingår i släktet Cardiomya och familjen Cuspidariidae. Enligt den svenska rödlistan är arten otillräckligt studerad i Sverige. Arten förekommer i Götaland. Inga underarter finns listade i Catalogue of Life.